# Lekcja polskiego kina
Lekcja polskiego kina (podtytuł: Jak powstała polska szkoła filmowa - opowiada Andrzej Wajda) – Film dokumentalny z roku 2002 w reżyserii Andrzeja Wajdy.